# Ștefan cel Mare (gmina w okręgu Bacău)
Ștefan cel Mare – gmina w Rumunii, w okręgu Bacău. Obejmuje miejscowości Bogdana, Gutinaș, Negoiești, Rădeana, Ștefan cel Mare i Viișoara. W 2011 roku liczyła 4742 mieszkańców.